# Timbang
Timbang war ein ostindisches Volumenmaß in Batavia und war für Reis und Getreide im kleinen Handel gebräuchlich. Grundmaß war der Koyang mit 27 Pikols und einem Gewicht von 1661,066 Kilogramm.
- 1 Timbang = 2 Amats = 7 Kulack = 5 Piculs = 10 Sack
- 1 Timbang = 295,360 Gramm[2] (= 307,6 Gramm[3])